# Frederiksberg község
Frederiksberg község (dánul: Frederiksberg Kommune) Dánia 98 községének (kommune, helyi önkormányzattal rendelkező közigazgatási egység) egyike.
A 2007. január 1-jén életbe lépő közigazgatási reform során elveszítette korábbi megyei jogait.

## Települések

Koppenhága és a környező községek

Települések és népességük:
- Frederiksberg (105840)